# Länsväg 134
De Zweedse weg 134 (Zweeds: Länsväg 134) is een provinciale weg in de provincies Jönköpings län en Östergötlands län in Zweden en is circa 108 kilometer lang. De weg ligt in het zuiden van Zweden.

## Plaatsen langs de weg
- Eksjö
- Rydsnäs
- Österbymo
- Kisa
- Åtvidaberg

## Knooppunten
- Riksväg 32 bij Eksjö (begin)
- Länsväg 131 bij Österbymo
- Riksväg 23/Riksväg 34 bij Kisa
- Riksväg 35 bij Åtvidaberg (einde)